# Grand Rapids and Indiana Railroad
 (janvier 2022).

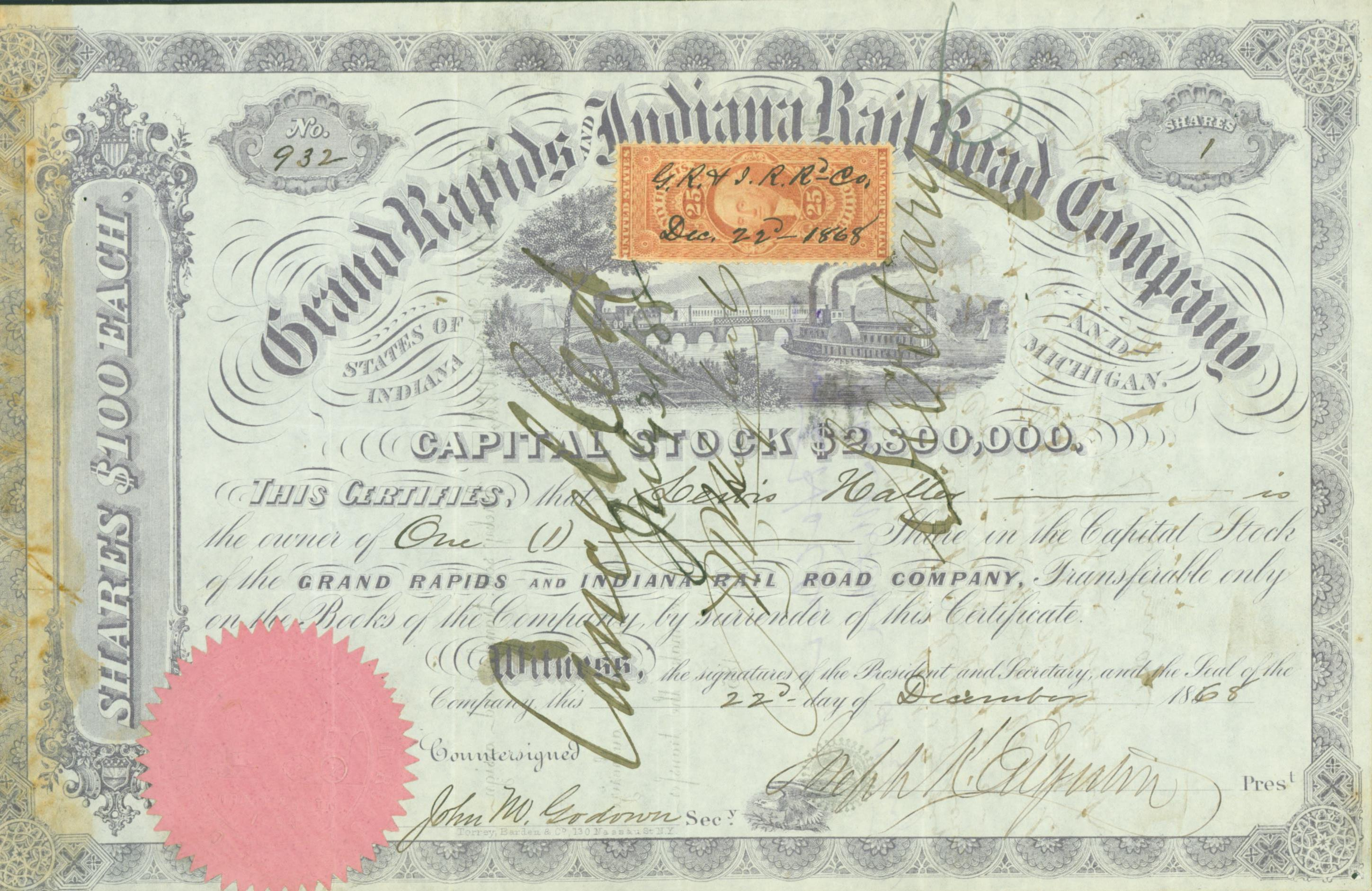
Action de la Grand Rapids & Indiana Railroad en date du 22 decembre 1868

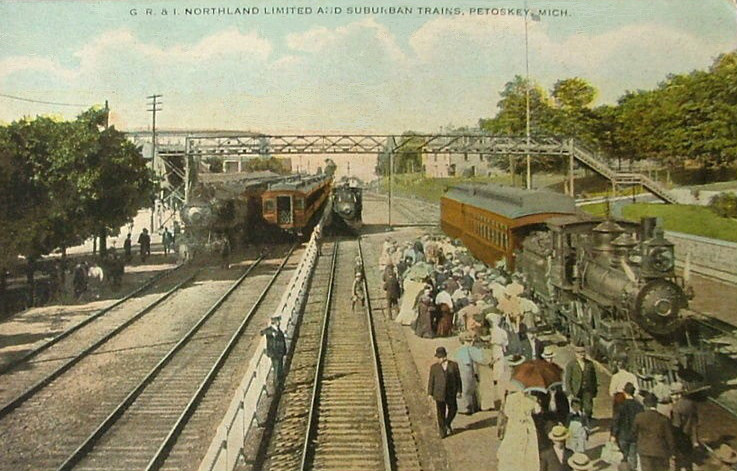
Carte postale de Grand Rapids and Indiana Railroad: gare de Petoskey (Michigan) vers 1910.

Le Grand Rapids and Indiana Railroad (GR&I) était un chemin de fer américain de classe I qui fut créé le 18 janvier 1854. À son apogée il assurait un service marchandise et voyageur entre Cincinnati, Ohio et le Détroit de Mackinac dans le Michigan. Il fut racheté par le Pennsylvania Railroad en 1918.

## Les origines
La compagnie fut créée le 18 janvier 1854. Après avoir connu des difficultés financières durant plusieurs années, le GR&I lança son activité entre Grand Rapids, au niveau de Bridge Street, et Cedar Springs (Michigan) le 25 décembre 1867, sur une distance de 32 km. Cette année-là, les revenus étaient de 22 700 $. En juillet 1868, il avait 2 machines en service : la Pioneer et la Muskegon. Le matériel remorqué était composé de 24 wagons plats, 6 fourgons (box cars), 5 wagons manuels, 1 voiture de voyageurs et 1 fourgon à bagages.
En 1869, la compagnie fut à nouveau inquiétée par ses créditeurs, et la cour désigna Jesse L. Williams de Fort Wayne, comme administrateur judiciaire, pour contrôler les comptes. Jesse Williams engagea la Continental Improvement Company pour compléter la ligne entre Fort Wayne et Little Traverse Bay, Michigan. Cinquante et un jours plus tard, le 21 juin 1869, la Continental Improvement Company achevait la liaison entre Cedar Springs et Morley, Michigan. Williams fut démis de son poste d'administrateur le 20 juin 1871.

## L'expansion
La ligne au sud de Grand Rapids fut terminée le 13 septembre 1870. Paris, Michigan fut relié le 1er octobre 1870, et le jour même, le premier train circula entre Fort Wayne et Paris.
En juin 1871, le Grand Rapids and Indiana Railroad prit le contrôle du Cincinnati, Richmond and Fort Wayne Railroad, permettant de prolonger le réseau jusqu'à Cincinnati, Ohio.
L'embranchement du Traverse City Rail Road, permettant de relier Walton Junction situé sur la ligne principale du GR&I, à Traverse City, fut achevé en décembre 1872; il permit d'amener de nombreux immigrés vers cette région. À partir de 1909, cet embranchement desservait de nombreuses localités entre Traverse City et Northport.
La ligne entre Paris et Petoskey, Michigan fut terminée le 25 novembre 1873. La route fut ouverte vers Mackinaw City et le détroit de Machinac le 3 juillet 1882. À cette époque, la ligne d'une longueur de 851 km, permettait de relier le détroit de Mackinac  à Cincinnati, Ohio.
En 1886, la compagnie ajouta une nouvelle ligne directe entre Grand Rapids et Muskegon, Michigan, permettant de relier ces deux villes en une heure.
En juillet 1886, la compagnie avait une flotte de 66 locomotives et 3 100 wagons. L'année suivante, ses revenus atteignaient 2 300 000 $.
En 1891, le GR&I possédait la plus longue ligne ferroviaire nord-sud du pays. Il servit à accélérer le peuplement du nord du Michigan, région encore désertique jusque vers 1875.
Le Grand Rapids and Indiana Railroad fut réorganisé en Grand Rapids and Indiana Railway le 2 juillet 1896.

## La reconversion du bois au tourisme
Jusqu'en 1875, le nord du Michigan comptait peu d'habitants. Mais dès 1876, le GR&I affichait des profits de plus de 300 000 $, grâce à l'acheminement du bois du nord du Michigan vers le sud. Les 244 000 tonnes de bois transportés en 1876 représentait 70 % de son activité marchandise. Au cours de la décennie suivante, l'acheminement du bois et des produits dérivés resterait l'activité principale de ce chemin de fer.
À la fin des années 1880, comme les forêts étaient déjà épuisées, le GR&I commença à dépendre davantage du tourisme. Avant même d'avoir achevé sa ligne jusqu'à Mackinac City, le GR&I se présentait comme "The Fishing Line", et éditait des guides touristiques indiquant les zones de pêche et les lieux de villégiatures le long de sa ligne.
En 1886, le Grand Rapids and Indiana s'associa avec le Michigan Central Railroad (qui avait construit sa propre ligne dans Mackinaw City en 1881), et la Detroit and Cleveland Steamship Navigation Company, pour constituer la Mackinac Island Hotel Company. Cette nouvelle société bâtit le Grand Hotel sur l'île Mackinac, lequel fut ouvert au public en 1887.

## Le déclin
En 1907, quatre trains de voyageurs desservaient quotidiennement Mackinaw City. Le prix des billets n'était pas suffisant pour supporter les charges de la compagnie, d'autant que le nombre des voyageurs commençait à décliner. En 1909, la compagnie dégageait un bénéfice de 24,4 cents par voyageur et par mile; en 1921, le GR&I perdait 19,5 cents par voyageur et par mile.
Le Grand Rapids and Indiana Railroad fut racheté par le Pennsylvania Railroad en 1918.
En 1975 le Michigan Department of Transportation racheta le chemin de fer. La grande majorité de son exploitation prit fin en 1984.
Seule la portion Cadillac / Petoskey reste exploitée par le Great Lakes Central Railroad.
De son côté, le Michigan Northern Railway exploita quelques tronçons du GR&I dans le nord du Michigan jusqu'au milieu des années 1980.
Au cours des années 1990, les voies situées entre Grand Rapids et Cadillac furent reconverties en piste de randonnée sous le nom de White Pine Trail State Park.